# Страхов (Ростовская область)
Страхов — хутор в Семикаракорском районе Ростовской области.
Входит в состав Топилинского сельского поселения.
Основан в 1853 году помещиком, казачьим сотником Страховым

## География

### Улицы
| - ул. Гагарина, - ул. Заозерная, - ул. Зелёная, - ул. Комсомольская, - ул. Красноармейская, - ул. Шелестова, | - пер. Западный, - пер. Короткий, - пер. Почтовый, - пер. Северный, - пер. Театральный. |

## История
Основан в 1853 году на правом берегу реки Сал. Старожилы рассказывают, что хутор Страхов назван по имени крепостника Страхова. Землевладелец Страхов за двух породистых псов выменял в Криворожье четырёх крепостных крестьян, так Крамаренко, Галушко, Гончар, Сучок стали первыми жителями хутора Страхова. Другие убегали от своих господ из центральных районов России и поселялись в хуторе Страхове, работали на помещика. Здесь к началу XIX века века было большое расслоение крестьян — зажиточные (домовитые) казаки, бедняки и батраки.
Первыми принесли в хутор весть о совершившейся Великой Октябрьской социалистической революции Родион Иванович Шелестов — уроженец Страхова, воевавший на русско-германском фронте и возвратившийся домой осенью 1917 года.
Уже в мае 1918 года в хутор Страхов ворвался белогвардейский отряд Дроздова и учинил дикую расправу: десятки лошадей были избиты нагайками. Родион Шелестов, Иван Скляров, Иван Кононов, Даниил Горбатов и Андрей Сорокин были подвергнуты такому истязанию, что не могли держаться на ногах. Все они затем были расстреляны, и чудом удалось остаться живым лишь Ивану Кононову.
В память о тех событиях и в благодарность за участие в борьбе за Советскую власть, одну из лучших улиц современного Страхова назвали именем Родиона Шелестова.
Так сложилось, что хутор Страхов находился в стороне от больших дорог и на почтительном расстоянии от городов. Занимаясь хлеборобской бороздой, люди не всегда знали, что и как делается в округе. Единственным информатором были слухи. А слухи ходили разные: будто ОГПУ забирает весь хлеб у крестьян, будто в хуторе Ермилове — во-он за Константиновкой — коммунисты создали коммунию, согнали на общий двор скот и всех баб с детишками…
А перед этим был страшный голод, случившийся в результате засухи 1921 года. В Страхове тогда умерло до 60 человек. От голода полностью вымерла семья Михаила Шишкина — пастуха, пасшего гурт хуторского скота. Были в его семье трое детей и жена. Точно также вымерла семья Матвея Крикунова — хуторского кузнеца, имевшего жену и десять детей. Михаил был «хохлом», Матвей — цыганом. Однако голодная смерть стала их общим уделом. Вообще, голод был постоянным спутником в тот период и, поэтому, приписывался «гневу божьему».
Перед Великой Отечественной войной совхоз «III Интернационала» был переименован в колхоз «Имени Андреева». Председателем колхоза в то время был Мешков Михаил Васильевич. В хуторе была построена начальная школа. С началом войны наступили тяжёлые годы испытаний. Из хутора ушли первые добровольцы: Гончаров Пётр Платонович, Шильченко Михаил Дмитриевич, Литвинов Василий Савельевич. Всего из хутора ушло на фронт 47 человек. Боёв за хутор Страхов не было, немцы не оккупировали хутор, были только проездом.
1943 год, зима. Началось отступление фашистской Германии. В хуторе на отдыхе была 3-я танковая дивизия. Штаб дивизии размещался в доме Гетманской Евдокии Семёновны. Госпиталь — в начальной школе (здание конторы). Тяжелораненых перевозили в станицу Константиновскую. В хуторе была вырыта братская могила, и 20 января было похоронено 93 человека. Из похороненных удалось выяснить только несколько фамилий. На запросы пришли ответы о двух военнослужащих: гвардии старшем сержанте Ракове Михаиле Фёдоровиче, умершем от ран 19 января 1943 года, и Тягло Викторе Дмитриевиче, умершем 16 января 1943 года.
Победоносное завершение Великой Отечественной войны в мае 1945 года, позволило людям возвратиться к мирному труду. Но велики оказались потери в минувшей войне. Среди миллионов погибших в войне советских граждан есть и страховцы: Иван Андреевич Крамаренко и Фёдор Владимирович Колбасин, погибшие в 1942 году, Стефан Моисеевич Шелкоплясов и Павел Стефанович Комчатнов, погибшие в 1943 году под Сталинградом, Александр Михайлович Гетманский и Михаил Алексеевич Чернышов… Из 46 ушедших на фронт страховцев погибли 25 человек и 6 человек пропали без вести. Из каждых четырёх ушедших на фронт, домой возвратился только один человек. Это была самая кровавая война из всех известных.

## Население
| 2010 |
| ---- |
| 731  |

## Достопримечательности
В центре хутора, в сквере, месте отдыха сельчан, в его юго-западной части стоит стела в виде знамени, окрашенная в красный цвет с надписью «Нашим землякам, павшим в боях за Родину».